# Manfred Hirsch
Manfred Hirsch (* 24. August 1962) war ein deutscher Fußballspieler in Eisenhüttenstadt. Für die BSG Stahl Eisenhüttenstadt und deren Nachfolgeverein Eisenhüttenstädter FC Stahl spielte er in der DDR-Oberliga, der höchsten Spielklasse des DDR-Fußballverbandes.

## Laufbahn im Fußballsport
Manfred Hirsch war von 1969 bis 1992 Fußballspieler bei der Betriebssportgemeinschaft (BSG) Stahl Eisenhüttenstadt und bei deren Nachfolgeverein Eisenhüttenstädter FC Stahl. Er begann als Siebenjähriger in der Kindermannschaft. Nachdem er alle weiteren Nachwuchsmannschaften durchlaufen und eine Schweißerlehre absolviert hatte, wurde er zur Saison 1981/82 als Abwehrspieler in den Kader der 1. Männermannschaft der BSG Stahl aufgenommen, die zu dieser Zeit in der zweitklassigen DDR-Liga spielte. Vom November 1981 bis zum April 1983 musste er seiner Wehrpflicht nachkommen, konnte in diesem Zeitraum aber bei der Armeesportgemeinschaft Vorwärts Seelow in der drittklassigen Bezirksliga Frankfurt (Oder) weiter Fußball spielen.
In den Spielzeiten von 1983/84 bis 1987/88 gehörte der 1,84 m große Hirsch stets zum Spielerstamm der Eisenhüttenstädter DDR-Ligamannschaft. Auch in der Saison 1988/89 bestritt er bis zum Dezember 15 Punktspiele. In der Begegnung Stahl Hennigsdorf – BSG Stahl Eisenhüttenstadt (0:0) am 10. Dezember 1988 verletzte sich Hirsch so schwer, dass er für den Rest der Saison ausfiel. Für die BSG Stahl verlief die Saison 1988/89 positiv, am Ende stand sie überraschend als Aufsteiger in die Oberliga fest. Für die Oberligasaison 1989/90 wurde der 27-jährige Manfred Hirsch zwar nominiert, doch litt er weiter an den Folgen seiner Verletzung und kam daher nur einmal am 25. Spieltag zum Einsatz. Einen Spieltag später hatte sich seine Mannschaft den Klassenerhalt gesichert. In der folgenden Spielzeit 1990/91 war Hirsch nur noch Reservespieler und wurde nur in drei Oberligaspielen eingesetzt. Er fehlte auch im letzten Endspiel um den DDR-Fußballpokal, das seine Mannschaft, inzwischen als Eisenhüttenstädter FC Stahl antretend, mit 0:1 gegen den letzten DDR-Fußballmeister Hansa Rostock verlor.
Die DDR-Oberliga spielte 1990/91 im Zuge der deutschen Wiedervereinigung zum letzten Mal und diente auch zur Qualifikation für die drei höchsten Spielklassen des DFB-Spielbetriebs. Der FC Stahl konnte sich nur für die drittklassige Oberliga Nordost qualifizieren, hatte aber aufgrund der Pokalfinalteilnahme das Startrecht für den DFB-Supercup 1991 und den Wettbewerb um den Europapokal der Pokalsieger 1991/92 erworben. Der nun nur noch drittklassige FC Stahl verlor sowohl das Supercup-Halbfinalspiel gegen Werder Bremen mit 0:1 als auch die beiden Erstrundenspiele im Europapokal gegen den türkischen Vertreter Galatasaray Istanbul mit 1:2 und 0:3. Hirsch war in allen drei Spielen als Verteidiger aufgeboten worden. Nach der Amateuroberligasaison 1991/92 beendete Hirsch seine Laufbahn als Leistungsfußballer.